# Благодійна Україна
Національний конкурс «Благодійна Україна» — щорічний всеукраїнський конкурс з відзначення найкращих благодійників і найбільш ефективних благодійних ініціатив в Україні. Заснований 2012 року Асоціацією благодійників України.

## Мета і завдання
Метою конкурсу є розвиток соціально-орієнтованого благодійництва в Україні, поліпшення якості комунікацій між благодійниками та отримувачами допомоги, розширення можливостей для їхнього діалогу.
Завдання конкурсу:
- популяризація благодійництва у його різноманітних формах, як прикладу роботи з громадою і шляху вирішення суспільних проблем;
- відзначення найкращих благодійників і благодійних проектів та акцій реалізованих в Україні протягом поточного року;
- інформування суспільства про найкращі практики благодійної діяльності, популяризація та заохочення до благодійності.

## Історія
Рішення про заснування конкурсу було одноголосно прийнято під час другої Загальної конференції Асоціації благодійників України, яка пройшла 18 вересня 2012 року. Учасники конференції, занепокоєні тим, що у 2012 так і не був оголошений Національний конкурс «Благодійник року», розуміючи важливість і виключне значення такого конкурсу для благодійної спільноти України, вирішили  ініціювати та реалізовувати власний проект.

## Керівні органи
- Організаційний комітет – постійно діючий робочий орган конкурсу для виконання організаційної, виконавчої, координаційної, комунікаційної та звітної функцій.
- Наглядова рада – здійснює нагляд за проведенням конкурсу, погоджує стратегічні рішення щодо його проведення та розвитку, виконує презентаційні функції, сприяє залученню ресурсів для виконання завдань конкурсу. Голова Наглядової ради - Анжеліка Рудницька.
- Конкурсна комісія – щорічно формується для організації визначення найкращих благодійних проектів, поданих на оцінювання.
- Медіа-рада – сприяє популяризації теми благодійності в Україні в засобах масової інформації. Голова Медіа-ради – Лариса Мудрак, медіа-експерт і волонтер.
- Ділова рада – популяризує конкурс та благодійність у діловому середовищі. Голова Ділової ради - Володимир Демчак,  президент  «Української торгово-промислова конфедерації».

## Участь у конкурсі
У конкурсі можуть брати участь:
- благодійники, які надавали благодійну допомогу для вирішення актуальних суспільних проблем у період з 1 січня по 31 грудня поточного року;
- благодійні проекти (ініціативи), реалізація яких (повністю або окремого етапу) була здійснена у зазначений період;
- суспільні інституції, які у цей період провадили діяльність, спрямовану на розвиток і підтримку благодійності в Україні;
- благоотримувачі;
- представники медіа.

У конкурсі не можуть брати участь благодійні проекти (ініціативи), подані представниками органів державної влади, місцевого самоврядування та політичними партіями.

## Номінації

### Конкурсні номінації
1. Благодійник: компанія — великий бізнес — заявки суб'єктів підприємництва, що мають ознаки великого бізнесу згідно з чинним законодавством України.
2. Благодійник: компанія — середній бізнес — заявки суб'єктів підприємництва, що мають ознаки середнього бізнесу згідно з чинним законодавством України.
3. Благодійник: малий бізнес (в тому числі фізична особа — підприємець) — заявки фізичних осіб — підприємців та суб'єктів підприємництва, що мають ознаки малого бізнесу згідно з чинним законодавством України (а також зареєстровані у визначеному порядку фізичні особи — підприємці).
4. Благодійник: фізична особа — заявки фізичних осіб — громадян України, осіб без громадянства, громадян інших країн, які надавали фінансові та нефінансові пожертви за власний рахунок на території України.
5. Благодійник: загальноукраїнський (в тому числі міжнародний) благодійний фонд (організація) — заявки загальноукраїнських або міжнародних благодійних фондів (організацій), що працюють на загальнонаціональному рівні.
6. Благодійник: регіональний благодійний фонд (організація) — заявки зареєстрованих благодійних фондів (організацій) регіонального рівня.
7. Благодійник — неурядова організація — заявки громадських організацій (крім дитячих та молодіжних), галузевих об'єднань підприємств, інших об'єднань громадян, зареєстрованих згідно з чинним законодавством, та неформалізованих спільнот громадян.
8. Благодійник: дитяча або молодіжна організація (спільнота) — заявки та/або суспільно важливих ініціатив формалізованих або неформальних дитячих та молодіжних організацій (спільнот).
9. Народний благодійник — переможець визначається згідно з відповідним Положенням про номінацію «Народний благодійник», яке затверджується Оргкомітетом конкурсу.
10. Благодійна акція (проект, програма) року — заявки щодо проведених протягом року акцій, спрямованих на розвиток, популяризацію, підтримку благодійності в Україні.

### Номінації під патронатомМіністерства соціально ї політики України
1. Волонтер: фізична особа: у номінації розглядаються заявки щодо діяльності фізичних осіб – громадян України, осіб без громадянства, громадян інших країн, які особисто здійснювали волонтерську роботу (не пов’язану з наданням фінансової допомоги) на території України.
2. Волонтер: організація: у номінації розглядаються заявки щодо діяльності об’єднань громадян, організацій, спільнот, які здійснювали волонтерську роботу (не пов’язану з наданням фінансової допомоги) на території України.
3. Корпоративне волонтерство: у номінації розглядаються заявки щодо корпоративного волонтерства – залучення співробітників бізнес-компаній до реалізації соціальних програм (благодійних і волонтерських), що розглядається як частина корпоративної культури, заснованої на гуманістичних цінностях, усвідомленні важливості ініціативи, солідарності та відповідальності.

### Спеціальні номінації
- Ефективне використання благодійної допомоги — переможець визначається згідно з відповідним Положенням про Спеціальну номінацію «Ефективне використання благодійної допомоги», яке затверджується Оргкомітетом конкурсу.
- Благодійність у медіа — переможець визначається Медіа-радою згідно з відповідним Положенням про спеціальну номінацію «Благодійність у медіа», яке затверджується Оргкомітетом Конкурсу.
- Інновації в благодійності — у номінації розглядаються заявки щодо відзначення благодійних фондів (організацій), які при пошуку та використанні ресурсів використовують оригінальні інноваційні інструменти та механізми.
- Благодійник: допомога з-за кордону — у номінації розглядаються заявки щодо відзначення фізичних та юридичних осіб, громадських об’єднань, бізнес-структур – нерезидентів України, які надавали фінансову, матеріальну, організаційну, інтелектуальну та іншу допомогу громадським і благодійним організаціям, волонтерським об’єднанням, зареєстрованим в Україні, а також фізичним особам, які є громадянами України.

Спеціальні відзнаки Оргкомітету Національного конкурсу «Благодійна Україна» «Кращий благодійник» у визначених сферах: медицина, культура, освіта, соціальна робота, допомога захисникам України.

## Визначення переможців
Переможців визначає Конкурсна комісія (за виключенням номінації «Народний благодійник» і спеціальної номінації «Благодійність у медіа», переможців у якій визначають члени Медіа-ради). Після завершення роботи Конкурсної комісії Оргкомітет оголошує лауреатів конкурсу – по три благодійники в усіх нмоінаціях, окрім «Народний благодійник». Переможці конкурсу стають відомі під час урочистої церемонії нагородження переможців, яка щорічно проходить в Києві у березні. Переможці нагороджуються бурштиновими «Янголами добра», спеціальними відзнаками та іншими призами.

## Регіональні конкурси
Проведення регіонального конкурсу «Благодійна Україна» може відбуватися за однією із двох організаційних схем:
1. Асоціація благодійників України самостійно організовує і проводить регіональний конкурс, формуючи, відповідно, Регіональний оргкомітет конкурсу, Регіональну конкурсну комісію, наглядову та медіа-ради конкурсу.
2. Асоціація укладає угоду про проведення конкурсу із регіональним партнером, делегуючи йому відповідні повноваження.

## «Благодійна Україна» за роками

### «Благодійна Україна – 2012»
Початок конкурсу «Благодійна Україна — 2012» було оголошено 15 жовтня 2012. Офіційна його презентація відбулася 22 жовтня 2012 року. Церемонія нагородження переможців відбулася 14 березня 2013. У рамках конкурсу «Благодійна Україна-2012» пройшли регіональні конкурси «Благодійна Львівщина», «Благодійна Одещина», «Благодйна Херсонщина».

### «Благодійна Україна – 2013»
Конкурс «Благодійна Україна — 2013» стартував 16 квітня 2013 року. Збір заявок тривав 20 лютого 2014 року. Загалом на адресу Оргкомітету надійшло 227 заявок у 10 конкурсних та 3 спеціальних номінаціях. Церемонія нагородження переможців конкурсу відбулася 21 березня 2014 в Національному культурно-мистецькому та музейному комплексі «Мистецький Арсенал».

### «Благодійна Україна – 2014»
Конкурс «Благодійна Україна — 2014» розпочався 22 липня 2014 року. Збір заявок тривав до 21 лютого 2015 року. Цього року Оргкомітет запровадив спеціальні відзнаки для благодійників, які найбільш ефективно працюють у визначених сферах: культура, освіта, медицина, соціальний захист. За рішенням Оргкомітету, у почесній номінації «Народний благодійник» не може бути іншого переможця, аніж народ України, тому традиційна процедура висування та обрання – шляхом активності користувачів у соціальних мережах – за результатами 2014 року не проводилося. За кілька днів до закінчення терміну подачі заявок була введена додаткова спеціальна номінація – «Благодійник: допомога з-за кордону» для відзначення зарубіжних доброчинців. Загалом на конкурс надійшло 312 заявок. Церемонія нагородження переможців вже традиційно пройшла у приміщенні Національного культурно-мистецького і музейного комплексу «Мистецький Арсенал» 12 березня 2015 року.

### «Благодійна Україна – 2015»
Початок IV національного конкурсу «Благодійна Україна» було гололшено 14 вересня 2015 року. Конкурс проводився у 10 основних та 4 спеціальних номінаціях, а також 3 «волонтерських» номінаціях. У конкурс було введено спеціальну номінацію для відзначення зарубіжних доброчинців — «Благодійник: допомога з-за кордону». Три номінації для відзначення волонтерської роботи — «Волонтер: фізична особа», «Волонтер: організація» та «Корпоративне волонтерство» — запровадило у рамках конкурсу Міністерство соціальної політики України, яке стало його співрганізатором. Спеціальних відзнак Оргкомітету для благодійників, які найбільш ефективно працюють у визначених напрямах, стало на одну більше: до сфер культури, освіти, медицини і соціального захисту додалася допомога захисникам України. Збір конкурсних заявок тривав до 15 лютого 2016 року. Задля максимальної прозорості у публічності процесу висування номінантів, реєстрація заявок паралельно проходила у соціальній мережі Facebook. Загалом на конкурс надійшло 712 заявок від благодійників з усіх куточків України. Голосування у номінації «Народний благодійник» було скасовано після того, як користувачі виявили технічну помилку, яку виявилося неможливим швидко усунути у рамках існуючої форми для голосування. Церемонія нагородження переможців пройшла 24 березня 2016 року в Києві у НКММК «Мистецький Арсенал».

### «Благодійна Україна – 2016»
Початок V національного конкурсу «Благодійна Україна» було оголошено у жовтні 2015 року. 29 березня 2017 року у колонній залі Київської міської державної адміністрації відбулась урочиста церемонія нагородження переможців Національного конкурсу «Благодійна Україна – 2016». Вп`яте найкращі з найкращих благодійників були удостоєні нагороди «Ангел добра». 
«Благодійна Україна-2016» - знаковий конкурс. По-перше, ювілейний:  конкурс було проведено вдесяте та вп'яте у форматі «Благодійна Україна». По-друге, на конкурс надійшла рекордна кількість заявок – 744, що свідчить про все більше і більше визнання Конкурсу благодійниками України. По-третє, цього разу було оголошено найбільшу кількість номінацій порівняно з попередніми роками, які охопили майже усі сфери життя нашої країни. Церемонія нагородження розпочалася із привітального слова представників релігійних конфесій України. Зокрема гості почули привітання від Пресвітера В’ячелава Когута – заступника голови відділу соціального служіння Всеукраїнського союзу церков Християн Віри Євангельської п’ятидесятників, Муфтія Духовного управління мусульман України «Умма» Шейха Ісмагілова Саїда,  Шенгайта  Анатолія Петровича – виконавчого директора Київської міської єврейської общини,  Протоієрея Романа Небожука – виконавчого директора патріаршої курії української греко-католицької церкви,  Священника Сергія Дмитрієва – заступника голови сенадального відділу соціального служіння та благодійності Української православної церкви Київського Патріархату. Так, на одній сцені були поєднані п’ять конфесій України, представники яких, по завершенню привітання взялися за руки у знак вітання благодійності та підтримку добрих справ.

### «Благодійна Україна – 2017»
Конкурс «Благодійна Україна — 2017» розпочався у листопаді 2017 року. Збір заявок тривав до 19 лютого 2018 року. На адресу оргкомітету Національного конкурсу «Благодійна Україна-2017» надійшло 1054 заявки, що на 310 заявок більше ніж на попередній конкурс. У цьому році переможців нагороджуватимуть у 15-ти колективних, 3-ох індивідуальних та 3-ох спеціальних номінаціях. Загалом у колективні номінації було подано 856 заявок, в індивідуальні – 129 та у спеціальні – 69. Найбільша кількість заявок надійшла у колективну номінацію «Молодіжна та дитяча благодійність» – 149, наступні за кількістю: «Благодійність в соціальній сфері» – 136 та «Благодійна акція» – 123. В індивідуальні номінації найбільшу кількість заявок подали у номінацію « Громадянська благодійність» – 59. У спеціальних номінаціях лідирує «Народний благодійник» – 31 заявка.
У цьому році було оголошено 11-ть регіональних конкурсів: у Вінницькій, Житомирській, Хмельницькій, Одеській, Харківській, Херсонській, Київській, Львівський, Миколаївській, Чернівецькій областях. На початку лютого 2018 року також приєдналася Донецька область. Найбільша кількість заявок на регіональний конкурс надійшла з Вінницької області – 112, на другому місці Хмельницька область – з 81-ю заявкою.
Цього року Оргкомітет запровадив спеціальні відзнаки для благодійників, які найбільш ефективно працюють у визначених сферах: культура, соціальний захист. 
Колективні номінації конкурсу за звання «Благодійник року»: Благодійність великого, середнього та малого бізнесу, корпоративна благодійність, Колективне волонтерство, Всеукраїнська благодійність, Регіональна благодійність, Благодійність в охороні здоров'я, Благодійність в освіті та науці, Благодійність в культурі та мистецтві, Благодійність в соціальній сфері, Благодійність в захисті України, Благодійність неурядового сектору, Молодіжна та дитяча благодійність, Благодійна акція.
Індивідуальні номінації: Громадянська благодійність, Меценат року, Волонтер року. Спеціальні номінації:Народний благодійник, Благодійність у медіа, Допомога з-за кордону.

### «Благодійна Україна – 2018»
Початок VII Національного конкурсу «Благодійна Україна» було оголошено у жовтні 2018 року.

### «Благодійна Україна – 2019»
Початок VIII національного конкурсу «Благодійна Україна» було оголошено у жовтні 2018 року. 
Цього року найкращих благодійників відзначили 13-й раз поспіль, а в форматі «Благодійна Україна» - 8 раз. Найкращі з найкращих доброчинців та волонтерів були удостоєні нагороди «Ангел добра». У жовтні 2019 року стартував новий етап Національного конкурсу «Благодійна Україна - 2019».

### «Благодійна Україна – 2020»
Початок XIV Національного конкурсу «Благодійна Україна» було оголошено у жовтні 2020 року. Серед 1163 заявок, які надійшли на конкурс, Національна експертна рада з експертними групами, визначили переможців у 24-ох номінаціях. У 25-й номінації – «Народний благодійник» - методом голосування громадськості було визначено переможця. Церемонія нагородження переможців відбулась 3 червня 2021 року в Музеї історії міста Києва.

### «Благодійна Україна – 2021»
Початок 15 національного конкурсу «Благодійна Україна» було оголошено у жовтні 2020 року. 
Цього року найкращих благодійників відзначили 15-й раз поспіль. Найкращі з найкращих доброчинців та волонтерів були удостоєні нагороди «Ангел добра», церемонія нагородження через початок масштабного російського вторгнення в Україну відбулась онлайн. Оголосили переможців 6 червня 2022 року на ютуб-каналі Національного конкурсу «Благодійна Україна» та на сайті конкурсу. Оргкомітет конкурсу вирішив нагороджувати переможців у 18 зведених номінаціях, оскільки через війну, на конкурс було подано лише 444 заявки.

## Оцінювання заявок конкурсу (рейтингування)
Оцінюванням заявок займається Національна експертна рада. Експертні групи формує секретар Національної експертної ради, виходячи зі спорідненості номінацій, з числа членів Національної експертної ради та зовнішніх експертів, що володіють відповідною кваліфікацією та досвідом роботи у сфері благодійництва. Ділова рада є експертною групою з оцінювання наступних номінацій: Благодійність великого бізнесу; Благодійність середнього бізнесу; Благодійність малого бізнесу; Корпоративна благодійність; Меценат року. Медіа-рада є експертною групою з оцінювання номінації Благодійність у медіа.
Зовнішні експерти працюють у складі експертних груп із наданим їм права вирішального голосу. Секретар Національної експертної ради може запрошувати зовнішніх експертів для участі у засіданні Національної експертної ради з затвердження результатів оцінювання конкурсних заявок. При цьому запрошені експерти участі у голосуванні із затвердженням результатів оцінювання не беруть. Члени експертної групи проводять індивідуальне оцінювання (рейтингування) конкурсних заявок в кожній окремій номінації відповідно до оцінювальної форми, затвердженої Оргкомітетом. Арифметична сума рейтингових місць, виставлених кожним експертом, який бере участь в оцінюванні конкурсних заявок у рамках окремої номінації, визначає місце номінанта у зведеному рейтингу (чим нижча рейтингова сума балів, тим вище зайняте підсумкове місце) у загальнодержавному та регіональному форматах конкурсу.
При оцінюванні конкурсної заявки члени експертної групи керуються наступними критеріями:
- обсяг наданої допомоги, в тому числі: обсяг залучених ресурсів; кількість залучених організацій-партнерів, меценатів та волонтерів;
- суспільне значення (соціальна вага) вирішення конкретної проблеми;
- масштабність надання благодійної допомоги - кількість осіб та організацій, які отримали допомогу;
- якісні (принципові, відчутні) зміни, які відбулися внаслідок надання допомоги;
- довготривалість результатів, отриманих внаслідок надання благодійної допомоги;
- іноваційність задіяних форм, методів та технологій, креативність організаційних рішень.

На основі отриманих від експертних груп рейтингів конкурсних заявок у кожній номінації члени Національної експертної ради шляхом голосування по кожній окремій номінації визначають переможця та лауреатів Національного конкурсу «Благодійна Україна».